# ローザ・ルクセンブルク
ローザ・ルクセンブルク（ドイツ語: Rosa Luxemburg, ポーランド語：Róża Luksemburg, ルジャ・ルクセンブルク、1871年3月5日 - 1919年1月15日）は、ポーランドに生まれドイツで活動したマルクス主義の政治理論家、哲学者、革命家。ミハイル・トゥガン＝バラノフスキーとルドルフ・ヒルファーディングの不比例説に対してカール・カウツキーとともに消費制限説で対峙し、ミハウ・カレツキに影響を与えた。
彼女はポーランド王国社会民主党(SDKP) およびポーランド王国・リトアニア社会民主党 (SDKPiL) の理論家であり、のちにドイツ社会民主党、ドイツ独立社会民主党（ドイツ社会民主党左派）に関わるようになった。機関紙『Die Rote Fahne（赤旗）』を発刊し、革命組織スパルタクス団を母体としてドイツ共産党を創設、1919年1月にはベルリンでドイツ革命に続いて1月蜂起を指導するが、帝国軍の残党やフライコール（義勇軍）との衝突の中で数百人の仲間とともに逮捕、虐殺される。死後、多くのマルクス主義者や社会主義者のあいだでは、同じく虐殺された盟友のカール・リープクネヒトとともに、革命の象徴的存在とされている。後にその思想はルクセンブルク主義とも呼ばれる。

## 生涯

### ポーランド時代
ローザ・ルクセンブルクは、1870年もしくは1871年3月5日、ロシア帝国の事実上の属国であったポーランド立憲王国の都市、ルブリン近郊のザモシチで生まれた。ユダヤ人の木材商人エリアス・ルクセンブルク3世と、その妻のリーネ（旧姓レーヴェンシュタイン）の5番目の子供であった。出生時の名前はロザリアである。生年について2通りの説があるのは、チューリッヒ大学へ提出した履歴書には1871年生まれと記載されているのに対し、1887年に発行された高校卒業証書には彼女が17歳である（すなわち1870年生まれである）と記されていることによる。自由な雰囲気の家庭で過ごした少女時代にはゲーテやシラーに傾倒して多大な影響を受けた。
1873年、一家はワルシャワへ転居した。ローザはワルシャワ第2女子高校へ通うこととなり、1887年には優秀な成績で高校を卒業した。前年の1886年以降、彼女はポーランドの左翼政党である「プロレタリアート」のメンバーとなっている。「プロレタリアート」は1882年に設立されて、ゼネラル・ストライキを組織しはじめていたが、指導者のうちの4人が処刑され、党自体はすでに解散に追い込まれていた。この組織の残党によるいくつかのグループがかろうじて地下で会合を続けており、ローザはこれらのグループの1つに加わり、社会主義的な政治思想を形成するようになったのである。この組織は非合法なものだったため、1889年にはローザにも拘禁の危機が迫り、スイスのチューリッヒに亡命。チューリッヒ大学哲学科へ入学し、哲学・歴史学・政治学・経済学・数学を学んだ。同じ時期には、アナトリー・ルナチャルスキーやレオ・ヨギヘスといった社会主義者たちも、この大学に在籍していた。「Staatswissenschaft（政治体制の科学）」、中世史、経済学および証券恐慌論などを研究する。
1890年、社会民主主義に対するビスマルクの規制が解かれ、ドイツ社会民主党（以下SPD）は国会の議席を得ることが法的に可能となった。しかし社会主義者の議員たちは、自身が議会に所属していることもあり、議会をも打倒する革命というのはいささか矛盾を孕んでいて、革命に積極的でなかった。

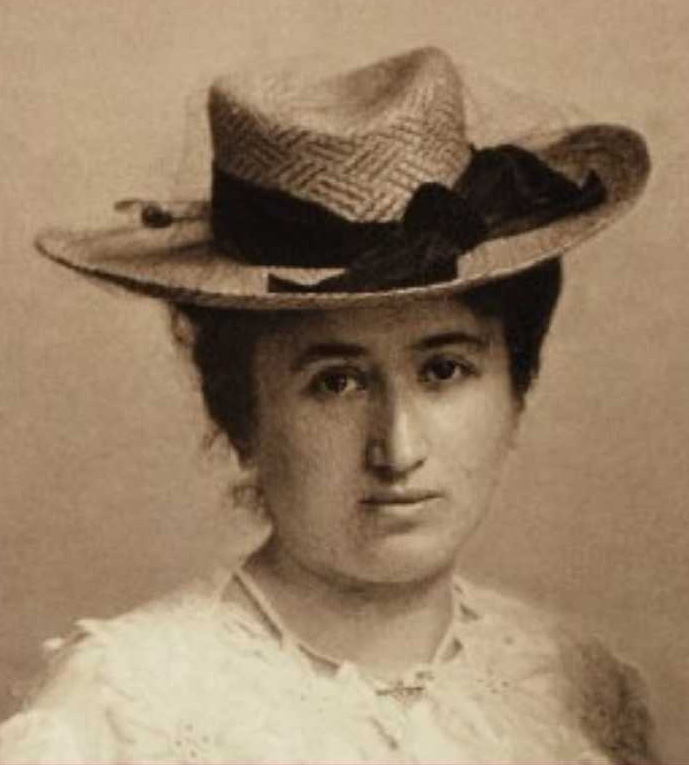
1895年。ローザ・ルクセンブルク

それに対してローザは、 革命的マルクス主義者として、1893年にはポーランド社会党の国家主義的な方針に反対して、レオ・ヨギヘスやユリアン・マルフレフスキ（別名ユリウス・カルスキ）らとともに「Sprawa Robotnicza」（「労働者の大義」）紙を発刊。ローザは、ポーランドの独立はドイツ、オーストリアおよびロシアでの革命を通してのみ可能であると考えており、闘争はポーランド独立を目標とするものではなく、資本主義そのものに対するものでなければならないと主張した。ポーランド独立に反対したのは、彼女が「少数民族は支配階級をもたないため反動的に機能する。少数民族は支配民族に同化するべきである。」というフリードリヒ・エンゲルスのテーゼに忠実であり、カウツキーの「民族融合論」に賛同して、ウラジーミル・レーニンらの唱える社会主義の下での民族自決権を否定したためである。このことにより、のちにレーニンとのあいだに対立が生じることとなる。
同1893年、ヨギヘスとともに、ポーランド王国社会民主党（以下SDKP）を創設。SDKPは1899年にリトアニアの社会民主主義者らの組織と合同してポーランド王国・リトアニア社会民主党（以下SDKPiL）となった（その後1918年に結成されるポーランド共産主義労働者党の前身組織の一つとなる）。SDKPはワルシャワで非合法に第1回党大会を開催する。成年期の大半はドイツで過ごしているものの、ローザはポーランドの社会民主主義者を代表する理論家であり続け、中心的なオルガナイザーであるヨギヘスとともに党を指導した。なおヨギヘスは、のちにローザらが結成するスパルタクス団の主要メンバーが次々と逮捕されて活動継続が困難になったときにも、機関紙『スパルタクス書簡』の編集や配布・メンバー間の連絡などを請け負った。
1896年に第二インターナショナルのロンドン大会に出席するなど、社会主義者として活動すると同時に大学での研究にも精力的に取り組み、1897年には学位論文「ポーランドにおける経済の発展」により最優秀の評価を得て法学博士号を取得する。

### ドイツへ移住

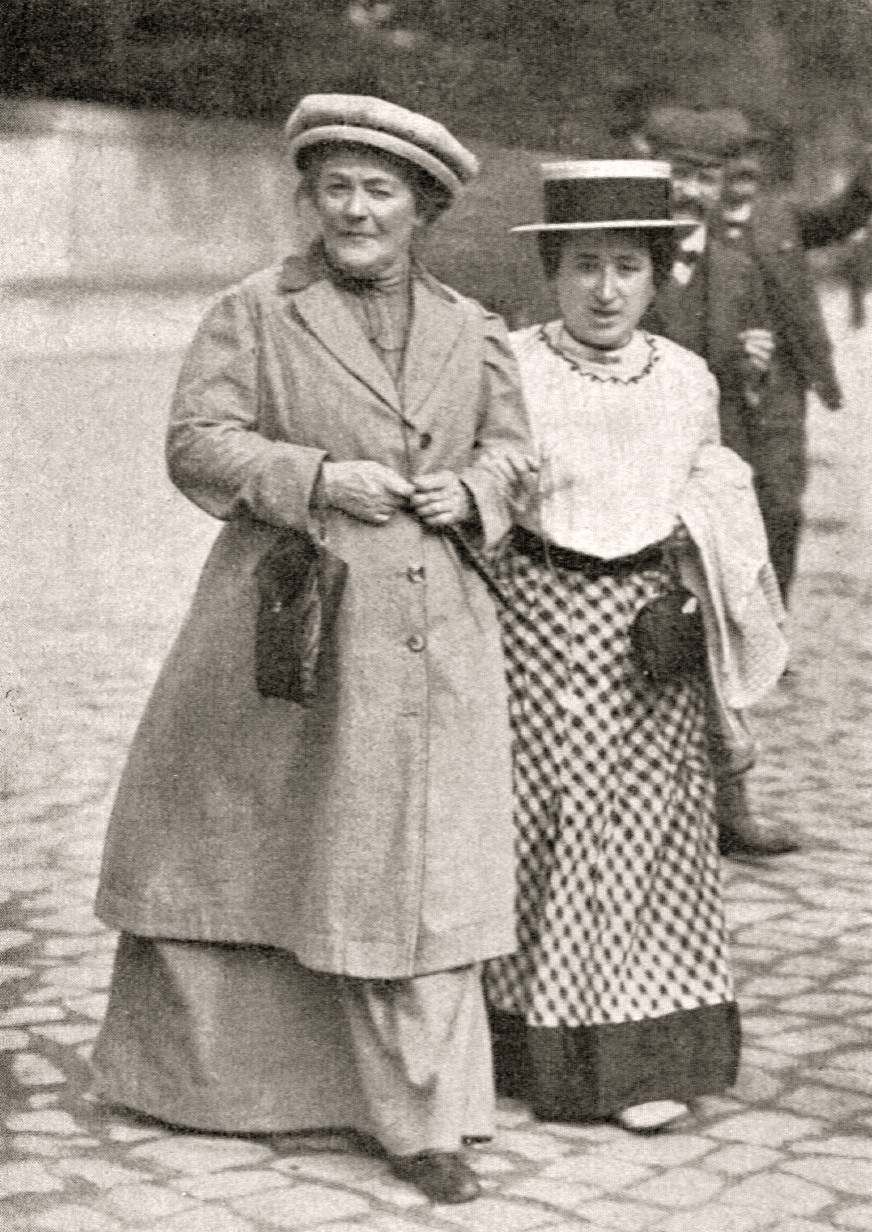
1910年。クララ・ツェトキンと歩くローザ (右)

1898年、ローザはグスタフ・リューベックとの偽装結婚によってドイツ市民権を取得し、ベルリンへ転居。ドイツ社会民主労働党（後のドイツ社会民主党。以下SPD）に入党し、同党左派での活動を開始。それ以前から修正主義を唱えていた主流派のエドゥアルト・ベルンシュタインが1899年に発表した論文「社会主義のための諸前提と社会民主主義の任務」に対し「社会改良か革命か」と題したパンフレットで激しく反論する。この一件により、SPD随一の雄弁家・理論家として党内外の国際社会主義運動において広く知られるようになる。
このころには戦争の気配がいよいよ濃厚となり、ローザはSPDの順応主義的な議会路線への批判を強めた。ローザは、資本と労働のあいだの決定的な差異を埋めるには、プロレタリアートが権力を獲得し生産方法に関わるすべてに革命的な変革が起こらない限り不可能であると主張して修正主義者たちの離党さえ望み（さすがにこれは叶わなかったが）、議会制民主主義を重視する多数派や党指導部のカウツキーらとの対立に至る。ただし、カウツキーも（議会での議席数増大がその狙いである以上）党綱領からマルクス主義を捨て去ることまではしなかった。
1900年以降、ローザは『ライプツィヒ人民新聞』やSDKPiLの機関紙『赤旗』をはじめとするヨーロッパ中のさまざまな新聞記事で目下の経済・社会問題に関する意見を表明し、1904年から1906年のあいだには政治活動の咎によって3度も投獄されるが、なおも彼女の活動は精力的に続く。特に1905年のロシア第一革命に対しては、その歴史的意義と支持の意を強く表明、ゼネストの重要性を確信し、党の戦術として採択するよう主張するようになる。

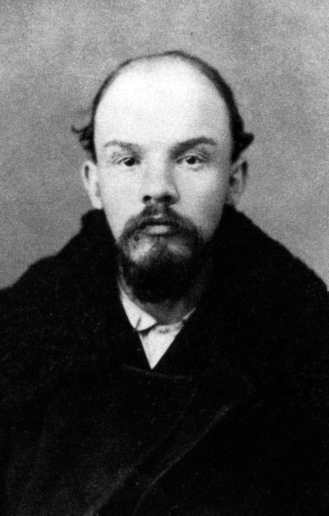
ウラジーミル・レーニン

1907年ロンドンで開催されたロシア社会民主労働党の第5回党大会にはポーランド代表として出席し、レーニンと対面する。そのすぐ後に開催された第二インターナショナルのシュトゥットガルト大会で採択された戦争反対決議案（反戦のために全ヨーロッパ労働者階級の結束を求めるもの）は、ローザとレーニンによって起草されたものである。1906年にベルリンで開設されたSPD党教育センターで、マルクス主義経済学の講師を勤めるようになったのも1907年のことであり、ローザの主著の一つである『経済学入門』は、ここでの講義をまとめたものである。また、このときの受講者の一人には、のちのSPD議長にして、ヴァイマル共和国初代大統領、ドイツ革命の際には臨時政府元首としてローザを弾圧することになる、フリードリヒ・エーベルトがいる。
これ以前から戦争の危機が近づいているとの確信を深めていたローザは、ドイツの軍国主義と帝国主義に対する攻撃の手を強めていった。1910年には、党の採るべき革命的戦術として労働者に団結を促し、ゼネストを組織するよう、SPDの方向転換を要請する論文を執筆。しかしこれが党指導部に受け入れられず、機関紙『新時代』への掲載を拒否されたため、カウツキーらとの決裂は避けられないものとなった。
1912年2月には、SPD代表として、パリをはじめとするヨーロッパの社会党大会などへ出席。フランスの社会主義者ジャン・ジョレスとともに、もしも戦争が起こったときにはヨーロッパの労働者諸政党はゼネストに突入するであろうことを確約した。1914年にバルカン半島の政治的緊張が頂点に達し、戦争を避けられないことが誰の目にも明らかになってきたとき、ローザはフランクフルトほか各地でデモを組織し、良心的兵役拒否や命令への不服従を訴えかける。この件により「法と秩序への不服従を煽動」したとされ、懲役1年の有罪判決を受ける。拘禁は即座には執行されなかったので、同年7月ブリュッセルでの国際反戦会議には参加することができた。しかしこの会議を通して、各国の労働者党において、ナショナリズムが階級意識よりも濃厚になっていることを認めざるを得ず、落胆する。
1913年には、古典派経済学の分析を通じて、資本蓄積が国際負債や帝国主義を生むとを論じた主著、『資本蓄積論』を出版する。
1914年7月28日、オーストリア＝ハンガリー帝国がセルビア王国に宣戦布告して第一次世界大戦が勃発。8月3日にはドイツ帝国がロシア帝国に宣戦布告した。翌日、議会は戦時公債を発行し戦争に融資することを満場一致で可決。SPDの議員も全員がこれを支持し「城内平和」の名の下、戦争中はストライキを控えると約束して政府と休戦する。またローザと同じく非戦を唱えていたジャン・ジョレスが暗殺され、求心力を失ったフランスやオーストリアの社会主義者たちもこれに同調。こうして第二インターナショナルの命脈は尽きた。これを聞いたローザは衝撃を受けた。

### スパルタクス団結成

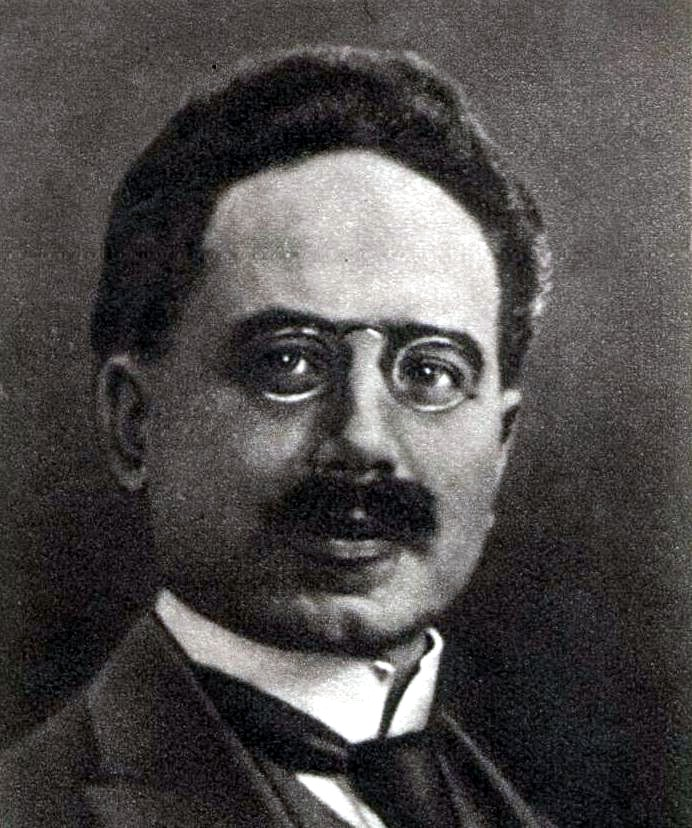
カール・リープクネヒト

ローザを筆頭としカール・リープクネヒト、クララ・ツェトキン、フランツ・メーリングらを中心とした党内左派は1914年8月5日に「グルッペ・インターナツィオナーレ」 (Gruppe Internationale) を結成する。翌1915年4月には機関紙『インターナツィオナーレ』を刊行し、論文『社会民主主義の危機』において破綻したインターナショナルの再建を訴え（ただし即座に発禁処分を受ける）、7月には党指導部宛に抗議書簡を投げかける。「グルッペ・インターナツィオナーレ」は1916年1月1日にリープクネヒト宅で全国協議会を開き、当時拘禁されていたローザが獄中で起草した指針を採択し、『スパルタクス書簡』と題した非合法の冊子を発行することが決定され、メンバー共有のペンネームとして「スパルタクス」（共和政ローマで奴隷たちによる反乱を率いたトラキア出身の奴隷剣闘士の名）が用いられた。これにより「グルッペ・インターナツィオナーレ」は「スパルタクス団」として知られるようになる。ローザ自身は共和政ローマの創設者で初代執政官と伝えられるルキウス・ユニウス・ブルートゥスにちなむペンネーム「ユニウス」を用いた。
スパルタクス団はドイツ皇帝ヴィルヘルム2世および政府と妥協して戦争支持に回ったSPDの方針を拒否し、出獄したローザは再度ゼネストを要求して5月1日にはメーデーのデモを煽動するなど闘争を展開した。その結果、7月10日には再逮捕されてリープクネヒトとともに禁固2年半を宣告される。はじめはポーゼン、次いでブレスラウの刑務所へ収容された。この拘禁期間にも彼女は「ユニウス」の名でいくつもの論文を執筆し、ヨギヘスほか仲間たちの手で地下出版された。これらの論文は、ドイツ労働者への武装蜂起の呼びかけや勃発直後のロシア革命に関する見解（具体的にはレーニン批判）をその内容とする。1917年にアメリカ合衆国が参戦したころ、スパルタクス団はやはり戦争反対の立場からSPDを脱退したカウツキーらによって結成された独立社会民主党（USPD）と合流する。
ローザ・ルクセンブルクのロシア革命・レーニン批判
ロシア革命以前からローザはレーニンの前衛党論に反対していた（1904年にレーニンの発表した『一歩前進二歩後退』への批判に始まる。議会主義への態度をめぐって対立していたカウツキーともこの点においては一致していた）。批判の第一は革命後の独裁（プロレタリア独裁）のあり方・解釈についてである。プロレタリア独裁とは階級の独裁であって一党一派の独裁ではないと主張したローザは、革命後における民主的自由を擁護する立場を取った。批判の第二は、運動組織原則（レーニンの前衛党論）に対してであった。革命は自然発生的でなければならないと考えたのも、前衛党論批判の理由の一つであった。
獄中にいた1917年、レーニンを指導者とするボリシェヴィキによってソビエト政権が樹立された十月革命の報に接するや、レーニンの前衛党論を改めて論難し、実際の十月革命が自然発生的でないことや革命後の民主的自由が危ういことなどを指摘、ボリシェヴィキが新たな独裁を生むだろうと予言し獄中から警句を発した。
具体的には、ボリシェヴィキによる憲法制定会議の解散を批判し、「搾取者」（すなわち革命政府への反対者）にも選挙権を与えるべきであること、出版・結社・集会・言論の自由を保障するべきであることを批判した。ローザの有名な言葉「Freiheit ist immer die Freiheit des Andersdenkenden.（自由とはつねに、思想を異にする者のための自由である。）」はこうした文脈のもとに書かれたものである。これらの批判は死後、弟子によって出版されたが、ローザ本人の確認を経ていないことから、ローザの真意が記されているわけではないとソ連は批判していた。

### ドイツ革命と共産党の結成(1918年11月-12月）
1918年11月4日に起きたキール軍港における水兵の反乱およびロシア革命時のソビエトに倣った「労働者・兵士協議会（レーテ）」の結成が引き金となってドイツ革命が勃発し、同9日に皇帝が廃位されると、USPDは勢力を拡大したSPDとともに共和政の新政府を樹立する（首班はエーベルト、革命後のヴァイマル共和国である）。
1918年11月9日にブレスラウの刑務所から釈放されたローザは、すでに釈放されていたリープクネヒトとともにスパルタクス団を再編し、11月18日には機関紙『Die Rote Fahne（赤旗）』を発刊した。同紙で書かれた最初の論文では、すべての政治犯に対する特赦と死刑制度の廃止を要求した。
一方、USPDら急進派を快く思わないエーベルトは軍部と手を組むことを選んでいた。この協定により、革命で崩壊しかけた国軍の残党や国家主義者、右翼らによる反革命義勇軍（フライコール）が創設され、やがて革命派に対する武力鎮圧が始まる。12月23日に左派の人民海兵団が起こした反乱の鎮圧をめぐり、USPDはこれに強く抗議して連立政府から離脱する。
一方、1918年末にスパルタクス団はUSPDから再度分離し、その他の社会主義者や共産主義者のグループと連合。12月30日から翌1919年1月1日にかけて開かれた創設大会をもって、ついにローザとリープクネヒトを指導者とするドイツ共産党（KPD）が誕生する。ローザはのちにヴァイマル共和国議会となる全国憲法制定議会には反対していたものの、1月19日に予定されている議会選挙には参加を主張した。しかしこの主張は党内の支持を得られず、ドイツ共産党の選挙不参加が党大会において議決された。

### 1月蜂起と虐殺(1919年1月）

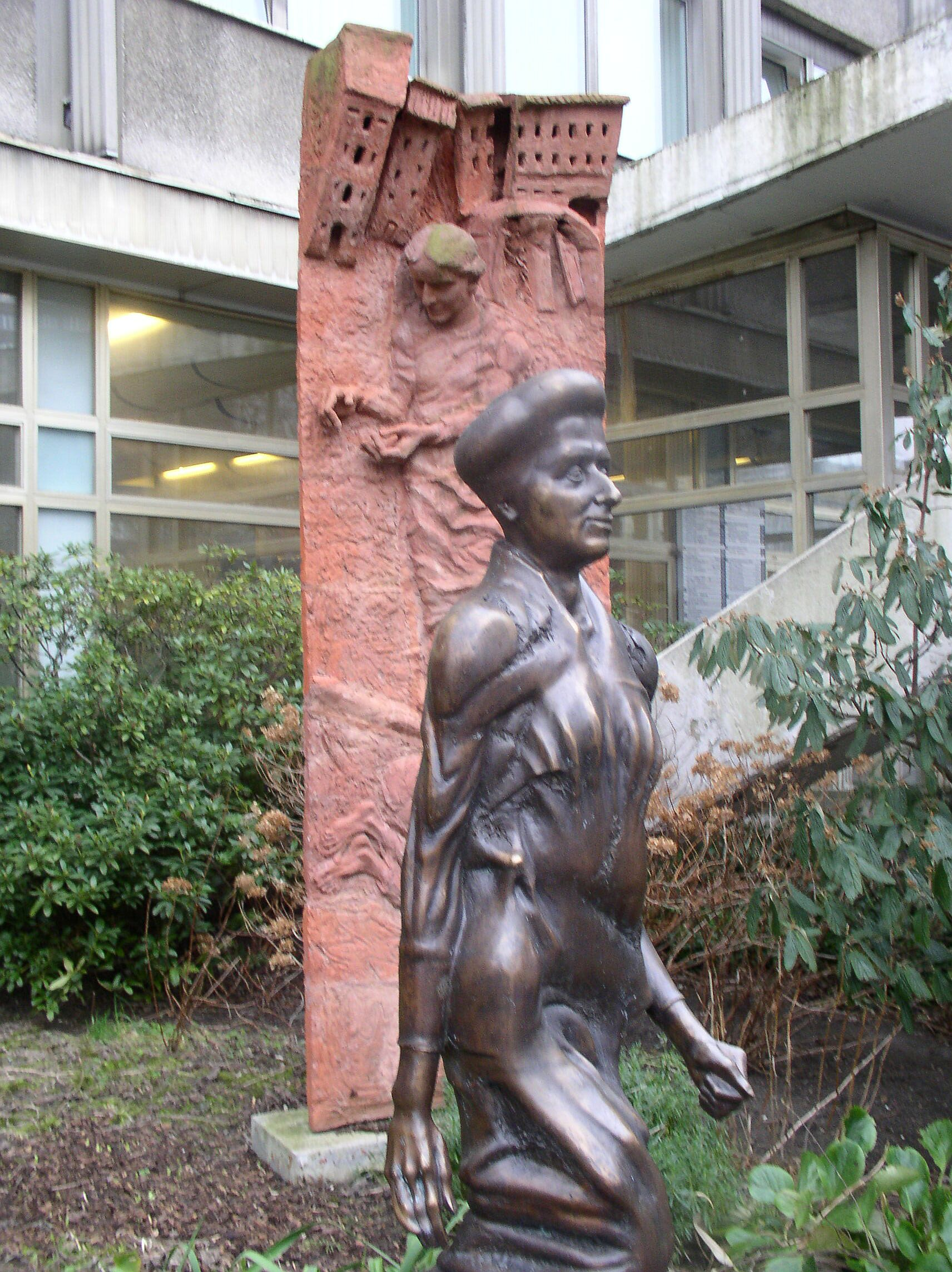
東ベルリンにあるローザ・ルクセンブルク像

この1月、ドイツ革命は新たな局面を迎える。1月4日にベルリンの警察長官エミール・アイヒホルンが解任されたことをきっかけに、翌5日には大規模なデモが発生し、ベルリン各地の主要施設が武装した労働者をはじめとする革命軍によって占拠された。この動きをリープクネヒトや独立社会民主党のゲオルク・レーデブールらが支持したため、この蜂起は「スパルタクス団蜂起」と一般に呼ばれるようになる。ただしこの蜂起は共産党（スパルタクス団）が計画したものではまったくなく、ルクセンブルクをはじめ他の共産党幹部はこの起こった蜂起に当初激しく反対したとされる。ただし、蜂起に加担することが決定された後は革命の完遂を呼びかけるようになった。翌6日にはゼネストが始まったものの、蜂起側がそれ以上の行動に移ることはなく、その間に体勢を立て直したエーベルトのSPD政府はフライコールを出動させて革命軍への弾圧を本格化した。1月9日から15日にかけての激しい戦闘でスパルタクス団ほかの革命軍は壊滅、レーテも解体されてゆく。
ローザとリープクネヒトは1月15日にベルリンでフライコールに逮捕され、数百人の同志と同様に2人とも殺害された。リープクネヒトは後頭部を撃たれて身元不明の死体置き場へ運ばれ、ローザは銃床で殴り殺されて近くの川に投げ捨てられた。ローザの死体は6ヶ月ものあいだ放置され、拾い上げられたときには識別困難であったという。その後、遺体は国家社会主義ドイツ労働者党（ナチス）政権により所在不明となってしまった。2009年5月、ベルリンのシャリテ病院で身体的特徴がローザのものと一致する首の無い遺体が発見され、現在調査中だと報じられた（ナチスによる墓荒らしもこの時に判明した）。

## 現在
ドイツ連邦共和国の情報機関である連邦憲法擁護庁は、ローザ・ルクセンブルクとリープクネヒトの偶像化はドイツの極左過激主義の重要な伝統であるとしている。ルクセンブルクとリープクネヒトは、東ドイツの共産主義政権によって共産主義の殉教者として偶像化され、ドイツ統一後もドイツ社会主義統一党の後継党である左翼党によって偶像化され続けている。
東ドイツ時代には、社会主義統一党政権によって東ベルリンや東ドイツの各所にルクセンブルクにちなんだ地名がつけられた。ベルリンにあるローザ・ルクセンブルク・プラッツや、そこにあるベルリン地下鉄2号線のローザ・ルクセンブルク・プラッツ駅などはその一例である。
ルクセンブルクの墓は、ベルリンのフリードリヒスフェルデ中央墓地にある。この墓地は社会主義者が多く埋葬されており、ルクセンブルクの死後しばらくしてルートヴィヒ・ミース・ファン・デル・ローエによる革命記念碑がルクセンブルクとリープクネヒトを記念して建てられたものの、1935年にナチス政権によって破壊された。

## 著書（日本語訳）
- 『経済学入門』佐野文夫訳. 叢文閣, 1926  岩波文庫、1933
  - 「経済学入門」高山洋吉訳. 三笠文庫 1953
  - 『経済学入門』岡崎次郎, 時永淑訳. 岩波文庫 1978
  - 『経済学入門』保住敏彦,久間清俊, 桂木健次,梅澤直樹, 柴田周二, 二階堂達郎訳, 『ローザ・ルクセンブルク選集』編集委員会編. 御茶の水書房, 2018
- 『改良主義論』緒方潔, 沼田光一郎 等訳. 希望閣, 1926
- 『資本蓄積再論 亜流はマルクス説から何を作り出したか』宗道太訳. 同人社書店, 1926
  - 『資本蓄積再論 亜流はマルクスの理論から何を作ったか』長谷部文雄訳. 岩波文庫 1935
- 『資本蓄積論』益田豊彦, 高山洋吉 共訳. 同人社, 1927 
  - 『資本蓄積論』長谷部文雄訳. 岩波文庫 1934　青木文庫、1952-55　績文堂出版, 2006
  - 『資本蓄積論』高山洋吉訳. 三笠文庫 1952
  - 『資本蓄積論』太田哲男訳. 同時代社, 1997
  - 『資本蓄積論 帝国主義の経済的説明への一つの寄与』全3巻　小林勝訳, 『ローザ・ルクセンブルク選集』編集委員会編. 御茶の水書房, 2011-13
- 『大衆罷業、党及び組合』松本悟朗訳. 白揚社, 1927
- 『ローザ政治論集 彼女の過失とその訂正』松山止戈訳. 叢文閣, 1927
- 『カウツキー夫妻への手紙』浅野正一訳. 改造文庫 1934
- 『獄中からの手紙』秋元寿恵夫訳. 世界文学社, 1952　岩波文庫、1982 
  - 『獄中からの手紙 ゾフィー・リープクネヒトへ』 (大人の本棚) 大島かおり編訳. みすず書房, 2011
- 『ローザ・ルクセンブルクの手紙 ゾフィー・リープクネヒトへ』北郷隆五訳, 大内兵衛解説. 青木文庫 1952
- 『ローザ・ルクセンブルクの手紙 カールおよびルイーゼ・カウツキー宛 1896-1918 改版』ルイーゼ・カウツキー編, 川口浩, 松井圭子 訳. 岩波文庫 1963
- 『ローザの手紙』孝橋正一訳. 婦人民主クラブ, 1964
- 『ポーランドの産業的発展』肥前栄一訳. 未来社, 1970
- 『マルクス主義と民族問題』訳者:丸山敬一. 福村出版, 1974
- 『ヨギヘスへの手紙』全4巻　伊藤成彦,米川和夫, 阪東宏訳. 河出書房新社, 1976-77
- 『獄中のローザ マティールデ・ヤーコプへの手紙』シャルロッテ・ベラート編, 渡辺文太郎訳. 新泉社, 1977
- 『民族問題と自治』加藤一夫,川名隆史訳. 論創社, 1984
- 『ロシア革命論』伊藤成彦, 丸山敬一訳. 論創社, 1985
- 『友への手紙』伊藤成彦訳. 論創社, 1991
- 『ポーランドの産業的発展』バーバラ・スキルムント, 小林勝訳, 『ローザ・ルクセンブルク選集』編集委員会 編. 御茶の水書房, 2011
- 『ローザ・ルクセンブルク全集』第1巻 小林勝編集責任. 御茶の水書房, 2012
- 『ローザ・ルクセンブルク選集』全4巻 現代思潮新社, 2013

1 1893-1904 野村修,田窪清秀, 高原宏平,喜安朗, 片岡啓治訳　
2 1905-1911 高原宏平, 田窪清秀, 野村修,河野信子, 谷川雁訳　
3 1911-1916 高原宏平, 野村修, 田窪清秀, 片岡啓治訳　
4　1916-1919 田窪清秀, 高原宏平, 野村修, 救仁郷繁,清水幾太郎訳

## 関連作品
- 映画：『ローザ・ルクセンブルク』Rosa Luxemburg (1985年 西ドイツ)